# Agapito Colonna
Agapito Colonna (ur. w Rzymie, zm. 11 października 1380 tamże) – włoski kardynał.

## Życiorys
Pochodził z rodu Colonna; był synem Pietra Colonny i bratem kardynała Stefana Colonny. W młodości uzyskał licencjat z prawa, a także wstąpił do wojska. Następnie postanowił zostać duchownym i został archidiakonem w Bolonii. 21 lipca 1363 objął biskupstwo Ascoli Piceno, gdzie sprawował posługę do 1369. Następnie był biskupem w Brescii (1369-1371) i Lizbony (1371-1380). 18 września 1378 został kreowany kardynałem prezbiterem S. Prisca. W międzyczasie pełnił też rolę legata papieskiego w Niemczech, Portugalii, Kastylii, Toksanii, Lombardii i Wenecji.